# Зайнаб аль-Хаваджа
Зайнаб Абдулхади аль-Хаваджа (араб. زينب عبد الهادي الخواجة‎; род. 21 октября 1983) — бахрейнская общественная деятельница, правозащитница и участница Бахрейнского восстания. Дочь Абдулхади аль-Хаваджи, сестра Марьям аль-Хаваджи.
Приобрела известность, ведя блог в Твиттере о протестах под названием AngryArabiya, а также за протесты против пожизненного заключения её отца Абдулхади аль-Хаваджа и акции солидарности с ним во время его голодовки
Неоднократно подвергалась арестам. В конце 2014 года её, несмотря на беременность, посадили в тюрьму на три года и три месяца за «оскорбление монарха» — она разорвала портрет короля Хамада ибн Исы Аль Халифы. В июне 2015 года срок её тюремного заключения увеличили до более чем 5 лет. Немедленно после освобождения в 2016 году была вынуждена покинуть страну и выехать в Данию.